# Alexandre Sido
Alexandre Sido (31 de octubre de 1996) es un deportista francés que compite en esgrima, especialista en la modalidad de florete.
Ganó una medalla de bronce en el Campeonato Mundial de Esgrima de 2022 y una medalla de plata en el Campeonato Europeo de Esgrima de 2022, ambas en la prueba por equipos.

## Palmarés internacional
| Campeonato Mundial | Campeonato Mundial | Campeonato Mundial | Campeonato Mundial  |
| Año                | Lugar              | Medalla            | Prueba              |
| ------------------ | ------------------ | ------------------ | ------------------- |
| 2022               | El Cairo (Egipto)  | Medalla de bronce  | Florete por equipos |
| Campeonato Europeo |                    |                    |                     |
| Año                | Lugar              | Medalla            | Prueba              |
| 2022               | Antalya (Turquía)  | Medalla de plata   | Florete por equipos |